# العلاقات الصحراوية الفلسطينية
لا توجد علاقات رسمية بين البلدين، وهما دولة فلسطين والجمهورية العربية الصحراوية الديمقراطية. وبالرغم من ذلك، فإنهما يتمتعتان بالتعاطف النسبي بسبب النضالات المشتركة بين الجانبين. قدمت الجمهورية الصحراوية اعترافها بدولة فلسطين التي أعلنت في 15 نوفمبر 1988، في حين لا تعترف دولة فلسطين بالجمهورية الصحراوية.

## التاريخ والعلاقات الحديثة
مع وجود أغلبية من العرب في كلا البلدين، التقى مؤسس جبهة البوليساريو ، الوالي مصطفى سيد مع القادة الفلسطينيين في سبعينيات القرن الماضي في لبنان، حيث تأثر بالاحتلال الذي سببته إسرائيل والخوف من الاحتلال المغربي في المستقبل للصحراء الغربية، مما أدى إلى إنشاء جبهة بوليساريو مماثلة للجبهة الشعبية لتحرير فلسطين. علم الصحراء الغربية مستمد أيضا من علم فلسطين.
يستقطب التأثير على الاستقلال الصحراوي مستوى من التعاطف مع الصحراويين بين الفلسطينيين الذين عانوا أيضًا من الاحتلال الإسرائيلي، والذي يستمد الدعم من الشعبين للشعب آخر.
اجتمع جورج حبش، وهو أحد مؤسسي منظمة التحرير الفلسطينية، بإبراهيم غالي في عام 1979، وأبدى أيضا تضامنه مع قضية الصحراء الغربية، كما أن كليهما يتقاسمان أساليب مماثلة للنضال، بما في ذلك القيام بحرب العصابات ضد كل من إسرائيل والمغرب.
في السنوات الأخيرة، دفعت المخاوف من تزايد الاتصالات بين الفلسطينيين والصحراويين السلطات المغربية إلى فرض الرقابة والتحالف مع عدد من الجماعات التي تعارض تحالفهم. في عام 2016، منعت حماس لجنة التضامن الفلسطينية مع الصحراء الغربية من دخول غزة، وربما بسبب معارضة قوية من الرباط والاتفاق السري بين المغرب وحماس.

## المقارنة بين البلدين
| اسم شائع                             | الجمهورية الصحراوية                                 | فلسطين                                                                          |
| اسم قانوني                           | الجمهورية العربية الصحراوية الديمقراطية             | دولة فلسطين                                                                     |
| ------------------------------------ | --------------------------------------------------- | ------------------------------------------------------------------------------- |
| العلم                                | الجمهورية العربية الصحراوية الديمقراطية             | دولة فلسطين                                                                     |
| شعار النبالة                         |                                                     |                                                                                 |
| المساحة                              | 266،000 كم2 (102،703ميل مربع)                       | 6،220 كم2 (2،401 ميل مربع)                                                      |
| عدد السكان                           | 502،585                                             | 5،101،152                                                                       |
| الكثافة السكانية                     | 1،9/كم2 (4،9/ميل مربع)                              | 731/كم2 (1،893/ميل مربع)                                                        |
| العاصمة                              | العيون                                              | القدس (مُطالب بها)                                                               |
| أكبر مدينة                           | العيون (217،732)                                    | غزة (590،481)                                                                   |
| الحكومة                              | جمهورية مركزية ذات نظام الحزب الواحد شبه رئاسية     | جمهورية مركزية شبه رئاسية                                                       |
| الإنشاء                              | 27 فبراير 1976 (إعلان الجمهورية)                    | 22 سبتمبر 1948 (إعلان تشكيل حكومة عموم فلسطين) 15 نوفمبر 1988 (إعلان الاستقلال) |
| الزعيم الأول                         | الرئيس الوالي مصطفى السيد                           | الرئيس ياسر عرفات                                                               |
| الزعماء الحاليين                     | الرئيس إبراهيم غالي رئيس الوزراء بوشراية حمودي بيون | الرئيس محمود عباس رئيس الوزراء محمد مصطفى                                       |
| الحزب السياسي الحاكم                 | جبهة البوليساريو (نظام الحزب الواحد)                | حركة فتح                                                                        |
| اللغات الرسمية                       | العربية                                             | العربية                                                                         |
| العملة                               | درهم مغربي (بحكم الأمر الواقع)                      | شيكل إسرائيلي جديد (بحكم الأمر الواقع)                                          |
| الناتج المحلي الإجمالي               | غير معروف                                           | 14،616 مليار دولار ($3،199 للفرد)                                               |
| الدين الخارجي                        |                                                     |                                                                                 |
| الناتج المحلي (تعادل القوة الشرائية) | غير معروف                                           | 26،479 مليار دولار ($5،795 للفرد)                                               |
| مؤشر التنمية البشرية                 | غير معروف                                           | 0.690 (متوسط)                                                                   |
| المغتربون                            | ~342،585                                            | ~6،360،000                                                                      |
| احتياطي النقد الأجنبي                | غير معروف                                           | 683 (مليون دولار)                                                               |
| الإنفاق العسكري                      | غير معروف                                           | غير معروف                                                                       |
| الأفراد العسكريين                    | غير معروف                                           | 43،800 (0.85% من السكان) - 43،800 (قوات شبه عسكرية)                             |